# Moratuwella South
Moratuwella South är en administrativ by i Sri Lanka.   Den ligger i provinsen Västprovinsen, i den sydvästra delen av landet, 18 km söder om huvudstaden Colombo. Moratuwella South ligger vid sjön Bolgoda Lake.